# Latiaxis babelis
Latiaxis babelis је пуж из реда Neogastropoda и фамилије Muricidae.

## Угроженост
Ова врста је на нижем степену опасности од изумирања, и сматра се скоро угроженим таксоном.

## Распрострањење
Ареал врсте је ограничен на једну државу. 
Малта је једино познато природно станиште врсте.